# Ozarba mesopotamica
Ozarba mesopotamica är en fjärilsart som beskrevs av Karl Schawerda 1924. Ozarba mesopotamica ingår i släktet Ozarba och familjen nattflyn. Inga underarter finns listade i Catalogue of Life.